# Dolná Mariková
Dolná Mariková (maďarsky Alsómarikó) je obec na Slovensku v okrese Považská Bystrica. Žije zde přibližně 1 400 obyvatel. První písemná zmínka o obci pochází z roku 1321.

## Poloha
Dolná Mariková se nachází v Trenčínském kraji na severozápadě Slovenska, 13 km severozápadně od okresního města Považské Bystrice v pohoří Javorníky. Obcí protéká směrem na jihovýchod Marikovský potok, který na území obce přibírá zprava Kátlinský potok a zleva potok Besné. Střed obce leží v nadmořské výšce 343 m n. m.

## Památky
Římskokatolický kostel sv. Petra a Pavla byl postaven v roce 1758 v barokním slohu. Socha u kostela byla vytesána v roce 1759. Na kopanicích se zachovala původní roubená lidová architektura na zvýšené podezdívce se sklepem pod pokojem a šindelovou sedlovou střechou. U osady Ficovci stojí chráněná lípa malolistá stará přes 200 let, vysoká 27 m, s obvodem kmene 4,1 m a průměrem koruny 20 m.

## Místní části
Oficiálně jsou součástí obce tři místní části: Besné, Hadoše a Kátlina, které jsou dále rozděleny do více kopanic.

### Besné
Místní část leží přibližně 1,5 km severně od centra obce na styku Javornické brázdy a Vysokých Javorníků, na stejnojmenném potoce. Je rozčleněna na tyto kopanice: Abovce, Bracinovci, Cabajovci, Hluškovci, Hujkovci, Jarošinovci, Juracovci, Máčkovci, Pavlovci, Pleškovci, Pupkovci, Škrabkovce a Šulavovci.

### Hadoše
Nachází se 5 km severozápadně od centra obce uprostřed Vysokých Javorníků v údolí Kátlinského potoka. Stojí zde neobarokní kaple a dřevěná zvonice. V osadě Repovci vyrostlo malé rekreační středisko s ubytovacími kapacitami, z této osady vychází žlutě značená turistická trasa do obce Horná Mariková. K místní části patří tři osady: Kapitánovci, Kopcovci a Repovci.

### Kátlina
Je nejvzdálenější (cca 6 km na severozápad od středu obce), nejhůře dostupnou i nejvýše položenou částí obce. Rozkládá se v hornaté oblasti Javorníků na horním toku Kátlinského potoka na jihovýchodních stráních vrchu Zigov (893,2 m n. m.). Zahrnuje několik osad: Lučanovci, Marálovci, Vlčkovci, Zigovci a Pasiečka, nad kterou je umístěn vysílač televizního a mobilního signálu. Sedlem Zigova vede modře značená turistická trasa z Horní Marikové do sedla Kýčerka (745 m n. m.) a dále do Mestečka.